# بابی هنری
رابرت «بابی» هنری (انگلیسی: Robert "Bobby" Henrey؛ زادهٔ ۲۶ ژوئن ۱۹۳۹) بازیگر خردسال سابق انگلیسی-فرانسوی است که بیشتر به خاطر نقش‌آفرینی‌اش در نقش پسر سفیر فرانسه در لندن در فیلم کلاسیک انگلیسی بت سقوط‌کرده محصول ۱۹۴۸ به کارگردانی کارول رید شناخته می‌شود.
هنری مسیر حرفه‌ای جالبی را طی کرده است. پس از دوران بازیگری‌اش، او به حسابداری روی آورد و سپس به عنوان کشیش و شبان بیمارستان فعالیت کرد. او در ایالات متحده آمریکا مستقر شد و به عنوان کشیش بیمارستان گرینویچ در گرینویچ، کنتیکت خدمت کرد. این تغییر مسیر از دنیای سینما به حوزه معنوی و خدمات اجتماعی نشان‌دهندهٔ تحولی عمیق در زندگی اوست.